# Stanisław Kaliszewski

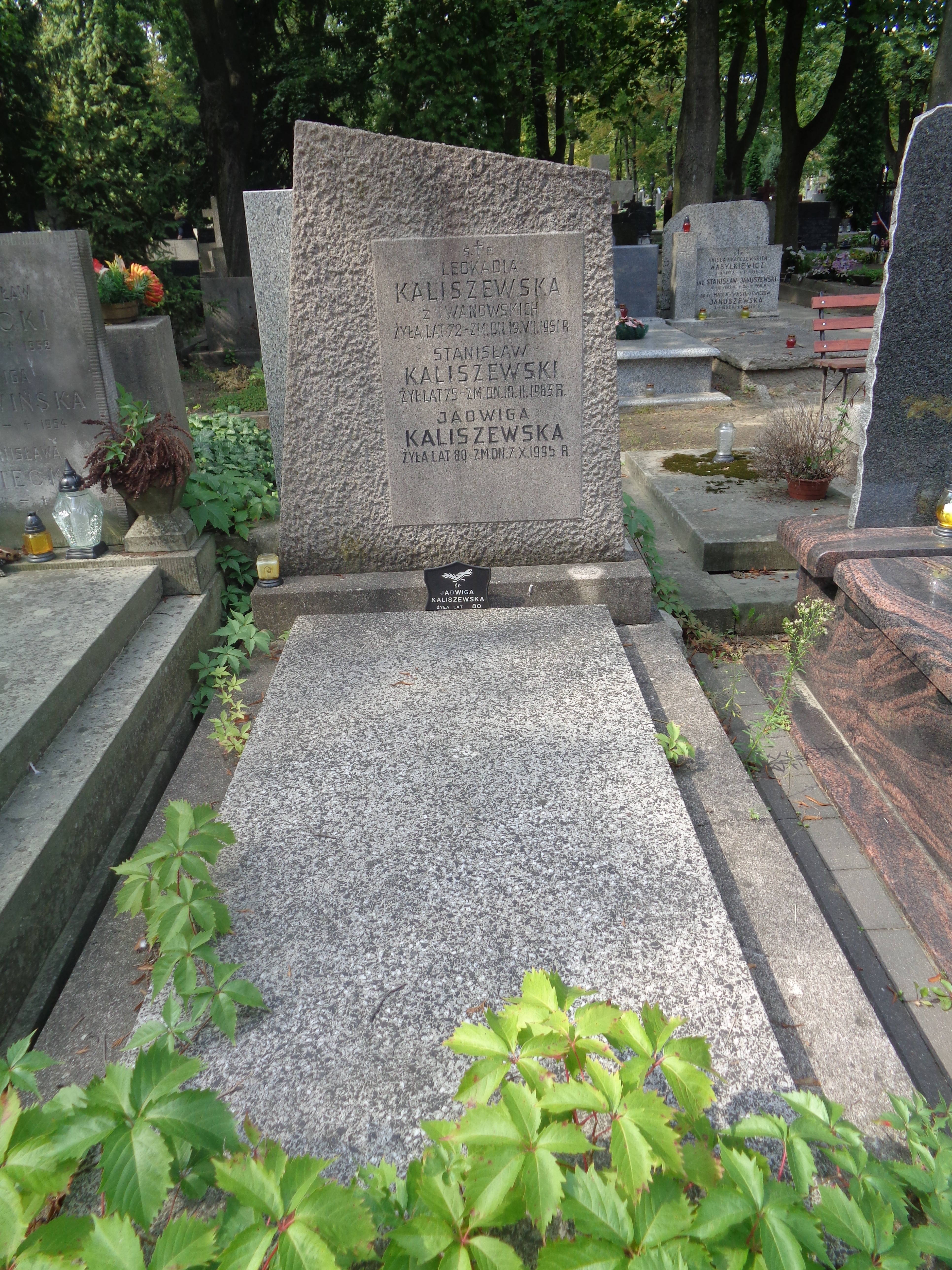
Grób Stanisława Kaliszewskiego na cmentarzu wojskowym na Powązkach

Stanisław Kaliszewski (ur. 22 maja 1907 w Motowidłówce w guberni kijowskiej, zm. 18 lutego 1983 w Warszawie) – polski nauczyciel, dziennikarz i publicysta, poseł na Sejm Ustawodawczy (1947–1952) oraz na Sejm PRL I, III i IV kadencji (1952–1956, 1961–1969). 

## Życiorys
Syn Wincentego i Leokadii z Iwanowskich (zm. 1951). Ukończył gimnazjum w Kielcach oraz studia polonistyczne na Uniwersytecie Warszawskim. Pracował jako nauczyciel w szkołach średnich, m.in. uczył języka polskiego w Gimnazjum Władysława Giżyckiego w Warszawie oraz jako publicysta literacki (m.in. w „Prosto z Mostu”). 
W okresie II wojny światowej uczestniczył w tajnym nauczaniu. Po upadku powstania warszawskiego w latach 1944–1945 przebywał w niemieckim obozie. 
W 1945 podjął pracę w charakterze radcy gabinetu ministra spraw zagranicznych ds. publikacji, zaangażował się również w działalność w Stronnictwie Demokratycznym. W 1947 uzyskał mandat posła na Sejm Ustawodawczy w okręgu Chełm: zasiadał w Komisjach Kultury i Sztuki (jako przewodniczący), propagandowej (przewodniczący) i Spraw Zagranicznych. W 1952 został ponownie wybrany (do Sejmu PRL, w okręgu Gorzów Wielkopolski), wszedł w skład Komisji Kultury, Oświaty i Nauki. W tym samym roku został redaktorem politycznym prasy SD, a od 1953 do 1957 pełnił obowiązki wiceredaktora „Tygodnika Demokratycznego” (od 1957 redaktora naczelnego). 
Był radnym Rady Narodowej miasta stołecznego Warszawy oraz Wojewódzkiej Rady Narodowej w Poznaniu. W 1961, po pięciu latach przerwy, powrócił do pracy parlamentarzysty (z okręgu Otwock), zasiadając w Komisji Kultury i Sztuki (jako jej wiceprzewodniczący). W 1965 uzyskał reelekcję w tym samym okręgu, objął przewodnictwo Komisji. W 1966 wszedł w skład Rady Kultury i Sztuki. Od 1969 przebywał na rencie dla zasłużonych działaczy. 
Przez długi okres zasiadał we władzach SD: Centralnym Komitecie (1947–1969) i Centralnej Komisji Rewizyjnej (1969–1976). Był członkiem zarządu Wydawnictwa „Epoka”.
Żonaty z Jadwigą z Kowalewskich (1914–1995).
Zmarł w Warszawie, pochowany na cmentarzu Wojskowym na Powązkach (kwatera A-11-13(344).

## Ordery i odznaczenia
- Order Sztandaru Pracy II klasy
- Krzyż Komandorski Orderu Odrodzenia Polski
- Krzyż Kawalerski Orderu Odrodzenia Polski (7 lipca 1954)[4]
- Srebrny Krzyż Zasługi (dwukrotnie: 11 maja 1946[5], 19 lipca 1946[6])
- Medal 10-lecia Polski Ludowej (12 stycznia 1955)[7]
- Złota Odznaka Honorowa Towarzystwa Przyjaźni Polsko-Radzieckiej (1968)[8]